# 椎名慎太郎
椎名 慎太郎（しいな しんたろう、1940年8月 - ）は、日本の行政法学、環境法学、文化法学の研究者。山梨学院大学名誉教授。
国立国会図書館調査員、山梨学院大学教授、同大学院社会科学研究科教授、同大学院法務研究科教授を歴任。大学での学内行政においては、総合図書館長（1985年～1992年）、法学部長（1994年～1998年）、生涯学習センター長（1998年～2002年）、大学院社会科学研究科長（2002年～2004年）を務めた。
山梨科学アカデミー理事、山梨9条の会代表世話人、山梨野鳥の会会員。

## 略歴
1940年（昭和15年）東京都生まれ。東京都立上野高等学校卒、早稲田大学第一政治経済学部政治学科卒、早稲田大学大学院政治学研究科（行政法専修）修士課程修了、同博士課程中退。

## 研究及び社会的活動の特徴
研究は修士課程でのフランス行政法研究から開始し、この分野での注目される業績としては、主要論文に挙げられた「公役務」（service public）概念に関するものがある。
1975年（昭和50年）の文化財保護法第三次改正後に文化財保護法研究に専心し、遺跡や歴史的環境を保存するための訴訟に積極的に関わる。1987年（昭和62年）の著書にある伊場遺跡保存運動には1978年（昭和53年）から1989年（平成元年）の訴訟終了まで原告・弁護団と密接な連携をとりつつ研究と実践をつなげる活動をした（伊場遺跡訴訟）。1994年（平成6年）に公刊した岩波新書は主著と言える。さらに、1993年（平成5年）に成立した行政手続法に関する研究から日本行政法分野でも著書、論文を発表しており、1999年（平成11年）の論文集はこれらの研究のひとまずの集大成である。この分野では今日でも新たな論考を発表しつつある。
専門研究のかたわら、考古学、歴史学、民俗学、自然科学など、多面的な問題関心を持っており、2005年（平成17年）10月に開始したFM甲府、毎週火曜日の「石部典子のごきげんな昼下がり」の15分ほどのコーナー「教えて椎名先生」では多彩な話題を解説している。その一部を活字化して出版したのが2010年（平成22年）の著書である。
文化財保護の実践活動では、上述の伊場遺跡保存運動だけでなく、和歌浦訴訟など、各地の遺跡や歴史的環境保存を求める訴訟に証人として支援を行ってきた。最近では、東京都内の歴史的建造物の保存を求める訴訟（羽澤ガーデン訴訟、銅御殿訴訟）にも支援者として関わっている。
山梨県内では、1982年（昭和57年）10月以来30年近くにわたって山梨県考古学協会埋蔵文化財保存対策特別委員長として、県内のさまざまな遺跡の保存の先頭に立っている。2011年（平成23年）6月には多年にわたる文化財保護法研究及び実践の功績を評価されて、文化財保存全国協議会から第12回和島誠一賞を授与された。

## 著書
- 『精説文化財保護法』新日本法規 1977年
- 『歴史を保存する』講談社 1983年
- 『遺跡保存を考える』岩波新書 1994年
- 『行政手続法と住民参加』成文堂1999年

## 共編著
- 『歴史保存と伊場遺跡』（遠江考古学研究会共編）三省堂選書 1987年
- 『ホーンブック行政法』（兼子仁、磯野弥生、村上順共著）北樹出版 1990年
- 『行政手続条例制定の手引』（兼子仁共編著）学陽書房 1995年
- 『ホーンブック新行政法』（村上順、安達和志、交告尚史共著）北樹出版 2002年
- 『教えて椎名先生 コミュニティー放送の知的冒険』（石部典子共著、エフエム甲府編）山梨新報社 2010年
- 『もっと教えて椎名先生』（共著者石部典子）山梨ふるさと文庫 2013年
- 『教えて椎名先生 prime』（共著者石部典子）山梨日日新聞社 2020年

## 翻訳
- レスター・デコスター『共産主義とキリスト教信仰』聖書図書刊行会 1966年

## 主要論文

### フランス行政法関係
- 「公役務概念について―イデオロギー論的分析とその現代的位相」法学論集（山梨学院大学）5号 1982年
- 「公役務概念の現代的機能」雄川一郎先生献呈論文集『行政法の諸問題』（上）有斐閣 1990年
- 「フランス行政学における行政統制の捉え方ー行政法学との相互関連の中で」フランス行政法研究会編『現代行政の統制』成文堂 1990年
- 「フランスにおける住民投票制度について」法学論集38号 1997年

### 文化財・歴史的環境保護関係
- 「遺跡保護法制の総合的検討」レファレンス（国立国会図書館調査局）365号 1981年6月
- 「埋蔵文化財保護のための行政指導と調査費用負担制度」法律時報58巻5号 1986年4月
- 「文化的環境の保護」法学論集11号1987年。「遺跡の危機と遺跡調査費用負担制度」法学論集27号 1993年
- 「歴史的環境とその保護主体に関する試論」『大学改革と生涯学習』7号 2003年
- 「遺跡保護制度と遺跡調査の市場化―スウェーデンでの調査を参考に」『ロー・ジャーナル』（山梨学院大学大学院法務研究科）2号 2007年7月
- 「景観法の成立と地域住民」兼子先生古稀記念論文集刊行会編『分権化時代と自治体法学』勁草書房 2007年
- 「私の文化財保護法研究の歩み」『ロー・ジャーナル』5号 2010年7月
- 「発掘調査における費用負担問題」『都市問題』104号 2013年9月
- 「エッセイ・伊場訴訟から学んだこと」『ロー・ジャーナル』 第12号 2017年

### 日本行政法関係
- 「文化行政領域における住民利益の手続的保障」兼子・磯部編『手続的行政法学の理論』勁草書房 1995年
- 「違法な行政指導とは何かー申請・届出の取扱いと行政手続法の規律」（上）法学論集33号 1995年、（下）法学論集34号 1996年
- 「現代型訴訟における裁量統制－千代田湖ゴルフ場事件を素材にした従来の理論の再検討」自治総研（地方自治総合研究所）282号 2002年
- 「地方分権改革と自治体をめぐる法運用の実態」『法学論集』50号 2003年
- 「環境行政訴訟の原告適格論の再検討」法学論集54号 2005年
- 「申請・届出の受付けと行政手続法の規律」『ロー・ジャーナル』1号 2005年
- 「行政立法の適法性審査―行政法解釈の立場から」『ロー・ジャーナル』3号 2008年7月
- 「千代田湖ゴルフ場事件の総合的考察」『ロー・ジャーナル』4号 2009年
- 「原発訴訟から学ぶもの」『ロー・ジャーナル』7号 2012年
- 「行政法教育における難しさ」『ロー・ジャーナル』9号 2014年